# Mycocaliciales
Os Mycocaliciales são uma ordem de fungos Ascomycota  dentro da subclasse Mycocaliciomycetidae e dentro da classe Eurotiomycetes (subfilo Pezizomycotina).